# Inkensven

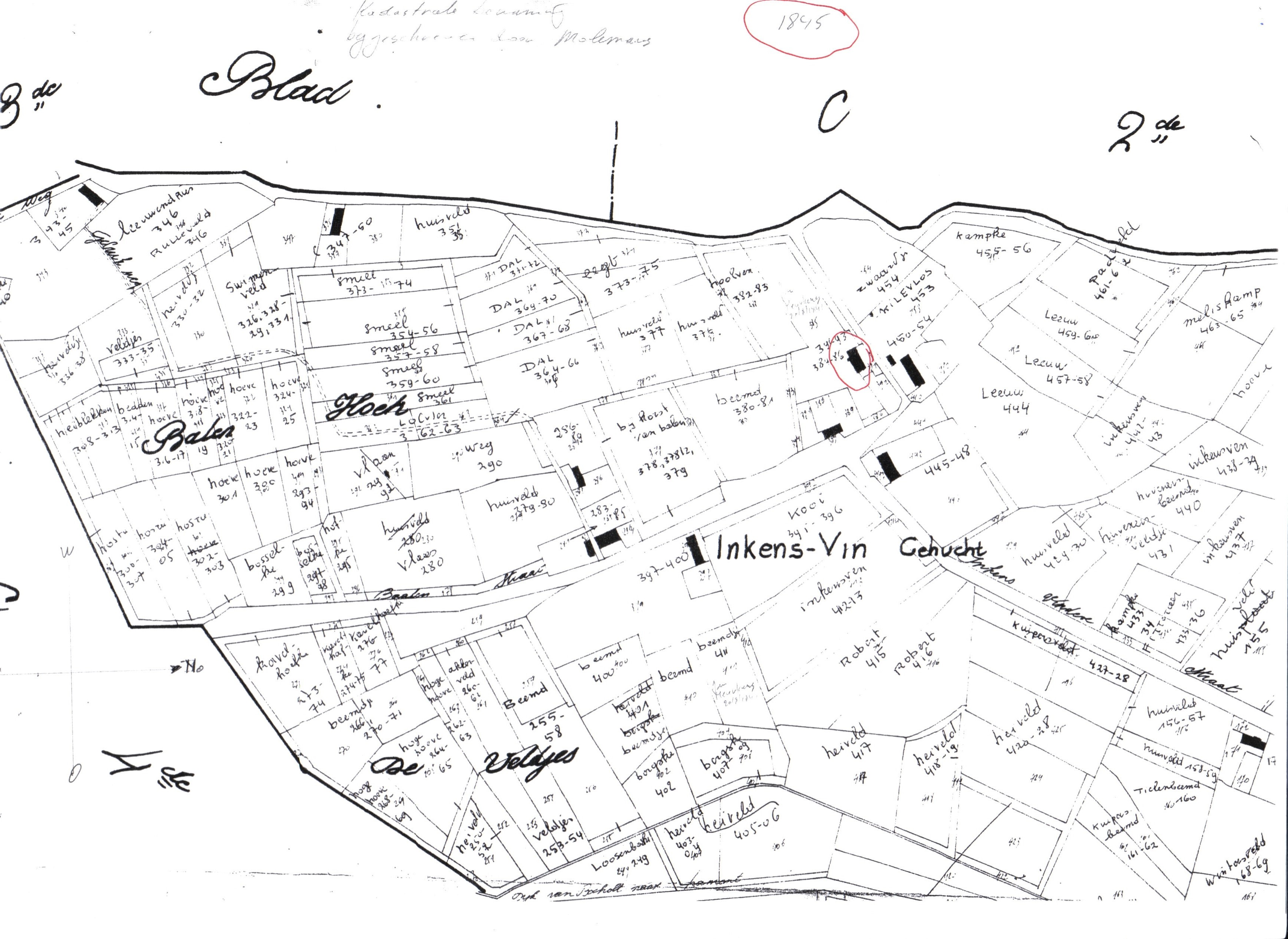
Inkensven in 1845

Inkensven is een van de gehuchten van Hamont, zoals die in de 19e eeuw werden onderscheiden, gelegen ten zuiden van de stad.
Het is genoemd naar een nabijgelegen ven (Vin), terwijl Inkens waarschijnlijk op een familienaam wijst, die tussen 1675 en 1725 onder andere voorkwam in Tilburg.
Op de ferrariskaart van 1777 werd het Inkensven foutief Koolenendt genoemd. Het Kolenend is gelegen ten noorden van de stad Hamont. Het inkensven is daarop weergegeven ten zuidoosten van de stad. 
Later werd het gehucht Inkensven, zoals de aanpalende gronden, Balenhoek genoemd.
Tegenwoordig wordt de straat die de Stationsstraat en de Erkstraat verbindt Inkensven genoemd.